# Ортинг
Ортинг (на английски: Orting) е град в окръг Пиърс, щата Вашингтон, САЩ. Ортинг е с население от 6075 жители (2008) и обща площ от 7,1 km². Намира се на 58 m надморска височина. ЗИП кодът му е 98360, а телефонният му код е 360.